# Sneaker Pimps
Sneaker Pimps — це англійський електронний гурт, утворений в 1994 році в Гартлпулі.

## Учасники
- Келлі Дейтон (Kelli Dayton, тепер виступає під сценічним псевдонімом Келі Алі) перша вокалістка гурту. Залишила колектив після гастролів на підтримку дебютного альбому у 1998 році. Вона розпочала сольну кар'єру і вже встигла видати три альбоми.
- Кріс Корнер (Chris Corner) гітарист, вокаліст, автор текстів (разом з Пікерінгом) та один з засновників Sneaker Pimps Разом з Хоуі був власником продюсерського агентства Line of Flight. Після того як Дейтон пішла з гурту, Кріс став лід-вокалістом. У 2003 році, він фактично поставив крапку у існуванні SP, розпочавши свій сольний проект IAMX. Більшість пісень для дебютника Kiss+Swallow склали треки написані для четвертого альбому Sneaker Pimps, що планувався.
- Джо Вілсон (Joe Wilson) це бас-гітарист гурту. За професією Джо є скульптором, але у 1995 вирішив спробувати себе у музиці ставши басистом Sneaker Pimps. Після того як Келлі Дейтон пішла з гурту, крім гри на басу, Вілсон ще виконував партії бек-вокалу. Після розформування SP він, разом з Уестлейком створив гурт Trash Money, який досяг певного успіху на британській інді-сцені, а одна з їх пісень потрапила до саундреку блокбастера «Команда А» (The A-Team).[1] · [2]. Час від часу він гастролює з гуртом Client. Також він читає лекції в Університеті Гластоншира, курс — популярна музика (Popular Music).[3]
- Ліам Хау (Liam Howe) клавішник У гурті він відповідав за семпли та різні електронні ефекти. Разом з Корнером, Хау є засновниками Sneaker Pimps. Також разом з тим же Корнером вони утворили продюсерське об'єднання Line of Flight, під наглядом якого були записані всі альбоми SP. Ліам залишив групу у 2002 році, під час туру на підтримку альбому Bloodsport. Зараз він займається написанням музику до теле- та радіо- шоу, а також, час від часу, грає Dj-сети у лондонських клубах.
- Девід Уестлейк (David Westlake) колишній ударник. До того як він приєднався до Sneaker Pimps він працював сесійним музикантом. Після розформування Sneaker Pimps, разом з басистом Вілсоном, вони заснували новий гурт Trash Money, при цьому Девід продовжував працювати сесійним музикантом. У 2009 році він гастролював разом з Ultravox під час їх «реюнінг»-туру.
- Іен Пікерінг (Ian Pickering) автор текстів. Він брав участь у гурті лише під час написання текстів до пісень. Свого часу він утворив гурт Transporter де був фронтменом.

## Дискографія
- 1996 :: Becoming X
- 1998 :: Becoming Remixed
- 1999 :: Splinter
- 2002 :: Bloodsport
- 2021 :: Squaring The Circle